# Acalypha multiflora
Acalypha multiflora é uma espécie de flor do gênero Acalypha, pertencente à família Euphorbiaceae.